# Askersunds socken
Askersunds socken i Närke ingick i Sundbo härad, uppgick 1952 i Askersunds stad, och området är sedan 1971 en del av Askersunds kommun i Örebro län, från 2016 inom Askersunds distrikt.
Socknens areal var 264,09 kvadratkilometer, varav 240,46 land. År 1946 fanns här 2 007invånare. Stjernsunds slott, herrgården Edö och sockenkyrkan Askersunds landskyrka ligger i socknen.

## Administrativ historik
Askersunds socken har medeltida ursprung. 1643 utbröts Askersunds stad och Askersunds stadsförsamling. 
Vid kommunreformen 1862 övergick socknens ansvar för de kyrkliga frågorna till Askersunds landsförsamling och för de borgerliga frågorna till Askersunds landskommun. Landskommunen inkorporerades 1952 i Askersunds stad som 1971 ombildades till Askersunds kommun. Församlingen uppgick 1965 i Askersunds församlingsom 2018 uppgick i Askersund-Hammars församling. 
1 januari 2016 inrättades distriktet Askersunds, med samma omfattning som Askersunds församling hade 1999/2000, och vari detta sockenområde ingår.
Socknen har tillhört fögderier, tingslag och domsagor enligt vad som beskrivs i artikeln Sundbo härad. De indelta soldaterna tillhörde Närkes regemente, Askersunds kompani.

## Geografi
Askersunds socken låg norr, väster och söder om Askersund.  Socknen har en central uppodlad slättbygd och är i övrigt en skogsbygd rik på vattendrag.
Socknen har sitt område från Vätterns norra strand och västerut till gränsen mot Ramundeboda socken och Laxå kommun. I öster avgränsas den av Lerbäcks socken och i norr av Snavlunda socken. I söder ligger Hammars socken. 
Riksväg 50 passerar genom socknen i nord-sydlig riktning. Askersund-Skyllberg-Lerbäcks Järnväg sammanband Askersund med statsbanelinjen Hallsberg-Mjölby. Den var 14 kilometer lång och smalspårig.

## Fornlämningar
Sprida gravar och en domarring från järnåldern samt två fornborgar är funna. Ett skattfynd med en halsring av guld från 500-talet har påträffats vid Sagersta.

## Namnet
Namnet (1314 Askesund) kommer från sundet mellan sjöarna Viken och Alsen. Förleden innehåller trädsorten ask.

## Befolkningsutveckling
| Befolkningsutvecklingen i Askersunds socken 1750–1960 | Befolkningsutvecklingen i Askersunds socken 1750–1960 | Befolkningsutvecklingen i Askersunds socken 1750–1960 | Befolkningsutvecklingen i Askersunds socken 1750–1960 | Befolkningsutvecklingen i Askersunds socken 1750–1960 |
| --- | ----------------------------------------------------- | ----------------------------------------------------- | ----------------------------------------------------- | ----------------------------------------------------- |
| |                                                       |                                                       |                                                       |                                                       |
| År |                                                       |                                                       | Folkmängd                                             |                                                       |
| 1750 | 1750                                                  |                                                       | 2 057                                                 |                                                       |
| 1760 | 1760                                                  |                                                       | 2 199                                                 |                                                       |
| 1769 | 1769                                                  |                                                       | 2 268                                                 |                                                       |
| 1790 | 1790                                                  |                                                       | 2 646                                                 |                                                       |
| 1800 | 1800                                                  |                                                       | 2 783                                                 |                                                       |
| 1810 | 1810                                                  |                                                       | 2 841                                                 |                                                       |
| 1820 | 1820                                                  |                                                       | 2 910                                                 |                                                       |
| 1830 | 1830                                                  |                                                       | 3 154                                                 |                                                       |
| 1840 | 1840                                                  |                                                       | 3 271                                                 |                                                       |
| 1850 | 1850                                                  |                                                       | 3 423                                                 |                                                       |
| 1860 | 1860                                                  |                                                       | 3 558                                                 |                                                       |
| 1870 | 1870                                                  |                                                       | 3 710                                                 |                                                       |
| 1880 | 1880                                                  |                                                       | 3 668                                                 |                                                       |
| 1890 | 1890                                                  |                                                       | 3 404                                                 |                                                       |
| 1900 | 1900                                                  |                                                       | 2 944                                                 |                                                       |
| 1910 | 1910                                                  |                                                       | 3 012                                                 |                                                       |
| 1920 | 1920                                                  |                                                       | 2 818                                                 |                                                       |
| 1930 | 1930                                                  |                                                       | 2 641                                                 |                                                       |
| 1940 | 1940                                                  |                                                       | 2 167                                                 |                                                       |
| 1950 | 1950                                                  |                                                       | 1 907                                                 |                                                       |
| 1960 | 1960                                                  |                                                       | 1 485                                                 |                                                       |
| Anm: Tabellen avser Askersunds landsförsamling, ej staden. Källor: Umeå universitet - Tabellverket 1749-1859, Demografiska databasen, CEDAR, Umeå universitet |                                                       |                                                       |                                                       |                                                       |